# Wilkes County 160 1958
Wilkes County 160 1958 var ett stockcarlopp ingående i Nascar Grand National Series (nuvarande Nascar Cup Series) som kördes 18 maj 1958 på den 0,625 mile (1005,84 meter) långa ovalbanan North Wilkesboro Speedway i North Wilkesboro, North Carolina. Totalt avverkades 100 miles (160,934 km) fördelat på 160 varv. Banunderlaget var asfalt. Loppet vanns av Junior Johnson i en Ford på tiden 1:16.18 körande för Paul Spaulding. Bakers snitthastighet var 78,636 mph. Prispotten uppgick till 3890 dollar, varav 800 dollar gick till segraren.

## Resultat
| Plc     | Nr  | Förare          | Team/ bilägare       | Konstruktör | Start | Varv | Ledda varv |
| ------- | --- | --------------- | -------------------- | ----------- | ----- | ---- | ---------- |
| 1       | 11  | Junior Johnson  | Paul Spaulding       | Ford        | 3     | 160  | 82         |
| 2       | 47  | Jack Smith      | Jack Smith           | Chevrolet   | 1     | 160  | 40         |
| 3       | 44  | Rex White       | Julian Petty         | Chevrolet   | 6     | 160  | 0          |
| 4       | 87  | Buck Baker      | Buck Baker Racing    | Chevrolet   | 9     | 159  | 0          |
| 5       | 45  | Eddie Pagan     | Eddie Pagan          | Ford        | 4     | 157  | 0          |
| 6       | 6   | Cotton Owens    | Jim Stephens         | Pontiac     | 7     | 155  | 0          |
| 7       | 26  | Curtis Turner   | Holman-Moody         | Ford        | 13    | 154  | 0          |
| 8       | 30  | Doug Cox        | Doug Cox             | Ford        | 15    | 154  | 0          |
| 9       | 21  | Glen Wood       | Wood Brothers Racing | Ford        | 11    | 152  | 0          |
| 10      | 99  | Shorty Rollins  | Shorty Rollins       | Ford        | 10    | 152  | 0          |
| 11      | 42  | Lee Petty       | Petty Enterprises    | Oldsmobile  | 2     | 151  | 38         |
| 12      | 19  | Herman Beam     | Herman Beam          | Chevrolet   | 12    | 148  | 0          |
| 13      | 17  | Fred Harb       | Fred Harb            | Mercury     | 17    | 147  | 0          |
| 14      | 46  | Speedy Thompson | Speedy Thompson      | Chevrolet   | 5     | 145  | 0          |
| 15      | 32  | Brownie King    | Jess Potter          | Chevrolet   | 14    | 142  | 0          |
| 16      | 96  | Bobby Keck      | Bobby Keck           | Chevrolet   | 16    | 139  | 0          |
| 17      | 70  | Jim Parsley     | Jim Parsley          | Chevrolet   | 18    | 132  | 0          |
| 18      | 711 | Bill Poor       | Bill Poor            | Chevrolet   | 22    | 125  | 0          |
| 19      | 81  | Harvey Hege     | Harvey Hege          | Ford        | 23    | 118  | 0          |
| 20      | 33  | George Green    | Jess Potter          | Chevrolet   | 20    | 115  | 0          |
| 21      | 202 | Johnny Gardner  | Johnny Gardner       | Ford        | 19    | 111  | 0          |
| 22      | 41  | Whitey Norman   | Whitey Norman        | Chevrolet   | 8     | 110  | 0          |
| 23      | 74  | L.D. Austin     | L.D. Austin          | Chevrolet   | 21    | 105  | 0          |
| 24      | 10  | Cecil Grubbs    | E.J. Brewer          | Ford        | 24    | 79   | 0          |
| Källor: |     |                 |                      |             |       |      |            |